# Stanislav Janevski
Stanislav Janevski (bolgarsko Станислав Яневски), bolgarski igralec, * 16. maj 1985, Sofija.
V filmu Harry Potter in ognjeni kelih je igral Zmagoslafa Levyja.